# Juan V Paleólogo
Juan V Paleólogo (en griego: Ιωάννης Ε' Παλαιολόγος, romanizado: Iōannēs V Palaiologos; noviembre de 1331-16 de febrero de 1391) hijo de Andrónico III y de su esposa Ana,. Sucedió a su padre como emperador bizantino en 1341, a la edad de 9 años.

## Regencia de la emperatriz Ana de Saboya (1341-1347)
Los años de la minoría de edad de Juan V fueron el escenario de la llamada segunda guerra civil bizantina. A la muerte de Andrónico III, la regencia fue atribuida a la emperatriz viuda Ana de Saboya (19 de noviembre de 1341). Poco después, el primer ministro durante el reinado de Andrónico III, el megas domestikos Juan VI Cantacuceno hizo valer su condición de amigo íntimo del emperador difunto para ocupar el cargo de tutor de la emperatriz en su tarea de regente. Sin embargo, un grupo de políticos influyentes se había agrupado en torno a la emperatriz viuda: dirigido por el megaduque Alejo Apocauco y por el patriarca Juan Calecas, esta facción política se opuso, con el apoyo de la propia emperatriz, a las ambiciones de Cantacuceno. Tras su intento fallido por controlar el rumbo de la regencia, Cantacuceno abandonó Constantinopla y se refugió en la ciudad tracia de Didimoteicos, donde se hizo proclamar emperador el 26 de octubre de 1341. Este acontecimiento marcó el principio del conflicto que opondría durante seis largos años a los partidarios de Juan V al usurpador Juan VI Cantacuzeno.

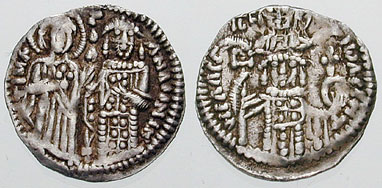
Moneda de Juan V Paleólogo.

Los primeros años de la contienda fueron favorables al partido de la Regencia de Ana de Saboya: los repetidos fracasos militares de las fuerzas de Cantacuceno serían aprovechados por sus enemigos para asentar su poder en la mayoría de las ciudades del Imperio y confiscar las propiedades de los denominados "cantacucenistas". Sin embargo, el intento fallido de tomar la ciudad de Didimoteicos durante el verano de 1344 cambió radicalmente el curso de los acontecimientos. 
A partir de 1344, los ejércitos de Juan VI, reforzados gracias a las tropas enviadas por el emir turco de Aydın, fueron sometiendo las principales plazas de Tracia y llegaron hasta las inmediaciones de Constantinopla. Por entonces, el gobierno de la Regencia de Ana de Saboya atravesaba una importante crisis a causa del asesinato del megaduque Alejo Apocauco el 11 de julio de 1345. 
Seguro de la victoria, Cantacuceno se hizo coronar emperador por el patriarca Lazaros de Jerusalén en Adrianópolis el 21 de mayo de 1346, antes de conseguir la rendición de la capital. Esta solemne coronación significaba la legalización del levantamiento iniciado en 1341 y un claro desafío a los derechos de Juan V al trono.
Cuando a principios de 1347 las tropas de Juan VI se disponían a iniciar el asalto final contra Constantinopla, el partido de la regencia accedió a firmar un acuerdo, por el cual Juan V y Juan VI gobernarían juntos, como coemperadores. La alianza fue sellada a través del matrimonio entre Juan V y la hija de Juan VI, Helena Cantacucena.

## El reinado de Juan VI (1347-1354)
El 13 de mayo tuvo lugar una nueva ceremonia de coronación en la basílica de Santa Sofía, oficiada por el patriarca Isidoros I. Con esta celebración Cantacuceno legitimó su posición, atribuyéndose el papel de "padre espiritual" del emperador Juan V, un parentesco que se reforzaba a través del matrimonio entre este último y Helena Cantacucena, hija del nuevo soberano. 
En 1350, los dos emperadores viajaron a Tesalónica, capital de la provincia de Macedonia, que por entonces se encontraba asediada por el tsar serbio Esteban IV Dusan. Tesalónica se había declarado desde 1342 a favor del partido de Juan V en la guerra contra Cantacuceno. Un sector de la población de esta ciudad llamado los zelotes (radicales) (ver segunda guerra civil bizantina) había tomado el poder y expulsado de la ciudad a todos los partidarios de Juan VI. Este grupo social ha sido tradicionalmente identificado a una suerte de "clase media", dedicada al comercio y a los negocios, enfrentada a la antigua aristocracia terrateniente, que era, esta última, mayoritariamente favorable al usurpador. Así es como el erudito Demetrios Kydônès relata un episodio de la toma del poder en Tesalónica por el grupo de los zelotes:
 Eran arrastrados (los aristócratas) por las calles con una soga al cuello, como esclavos. A veces un criado empujaba a su amo, otras un esclavo al que lo había comprado. El rústico empujaba al general, el campesino al guerrero.
En 1350, la presión ejercida por el ejército serbio sobre Tesalónica, puso a los zelotes en una situación delicada y les forzó a reconocer la autoridad de Juan VI en la ciudad. La entrada de Cantacuceno en Tesalónica y el cambio de gobierno fueron facilitados gracias a la presencia, al lado de Juan VI, del joven emperador Juan V, que por entonces ya contaba con 19 años de edad. 
Con el fin de evitar las protestas de Juan V, único emperador legítimo, Juan VI accedió a cederle una parte del Imperio en calidad de apanage: la región de los Rhódopes, franja costera al norte del mar Egeo. Sin embargo, con el tiempo la oposición entre los dos emperadores se acentuó: el deseo de Juan VI de coronar a su hijo Mateo Cantacuceno como coemperador y de expulsar definitivamente del trono Juan V fueron suficientes para retomar las armas. En 1352, Juan V atacó la ciudad de Adrianópolis, donde gobernaba Mateo Cantacuceno. Poco después, llegó el emperador Juan VI Cantacuceno, acompañado de tropas mercenarias turcas. La superioridad militar de Cantacuceno obligó a Juan V a rendirse. En esta difícil situación, Juan V pidió ayuda al tsar serbio. Sin embargo, el resultado final de la batalla siguió favorable a Juan VI y Juan V tuvo que retirarse. El momento no podía ser más propicio para Juan VI, que utilizó como argumento el ataque de Juan V para despojarle de su derecho al trono y coronar a su hijo Mateo (1353). 
El triunfo de la dinastía Cantacuceno fue no obstante de corta duración. El uso de mercenarios turcos en el ejército bizantino comenzaba a hacer estragos entre la población autóctona de Tracia. Las numerosas razzias turcas hacían cada vez más impopular al emperador Juan VI. La situación se volvió extremadamente peligrosa en marzo de 1354, cuando un fuerte temblor de tierra dañó las fortificaciones de algunas ciudades de Tracia y las expuso al pillaje de estos mercenarios: el importante puerto de Galípoli, que aseguraba el paso del estrecho de Dardanelos y por tanto la travesía entre Europa y Asia, fue entonces capturado por los turcos otomanos. Comenzaba en estos momentos la instalación firme de este pueblo en suelo europeo.
La población de Constantinopla fue presa del pánico, creyendo que la misma capital estaba amenazada: la situación de Juan VI era insostenible y Juan V aprovechó la situación para recuperar el trono. Concluyendo una alianza con el aventurero genovés Francesco Gattilusio, Juan V consiguió entrar en Constantinopla y forzar a Juan VI a abdicar. A cambio de su ayuda, Juan V acordó a Francesco Gattilusio el gobierno de la isla de Lesbos y la mano de su hermana Maria Palaiologina. 
Juan VI fue obligado a tomar el hábito monástico (bajo el nombre de Joasaph) y a refugiarse en el monasterio de San Jorge de los Manganes. Viviría aún treinta años, hasta el 15 de junio de 1383, durante los cuales escribió su célebre Historia, una obra en la cual intentó justificar sus propios actos políticos.

## Los primeros años del reinado en solitario (1354-1376)
Con la abdicación de Juan VI la guerra civil no terminó. El hijo de aquel, Mateo I Cantacuceno se había hecho fuerte en la ciudad tracia de Adrianópolis. Hasta diciembre de 1357, duraría el conflicto entre él y Juan V. Al final los dos llegarían a un acuerdo por el cual Juan V se convertía en el único emperador legítimo, mientras que cedía a la familia Cantacuceno la provincia de la Morea, en el Peloponeso.
Después de años de guerra civil la situación del Imperio era crítica: el territorio del Imperio estaba reducido en estos momentos a la provincia de Tracia (con la capital Constantinopla), las islas del norte del Egeo (Lemnos, Imbros, Thasos, Tenedos y Samotracia), la ciudad de Tesalónica (aislada por las conquistas serbias) y la provincia del Peloponeso (en manos de los Cantacuceno). Pero la dramática reducción territorial no fue la peor consecuencia de la guerra: la población campesina y urbana del Imperio había conocido los horrores de la guerra; las actividades agrícolas, que constituían la fuente de riqueza principal, fueron seriamente afectadas (según el historiador de la época Nicéforo Grégoras el país parecía ahora un desierto). Y por si fuera poco, en 1348, llegó la Peste Negra que redujo notablemente las poblaciones de Constantinopla y Tesalónica.
La difícil situación en la que se encontraba el Imperio a finales de los años cincuenta determinó la actuación política de Juan V durante los primeros años de su reinado: en el plano internacional, el emperador llevó a cabo una intensa actividad diplomática orientada a acercar posiciones con los países de la Europa católica y sobre todo con Roma con el objetivo de organizar una cruzada para liberar el Imperio de la amenaza turca. Para ello Juan V estaba dispuesto a sacrificar la fe de su pueblo y convertirse al catolicismo.
Mientras Juan V empeñaba toda su voluntad en conseguir la ayuda de Occidente, los Turcos devoraban los últimos restos del Imperio: en 1361 conquistaron la ciudad de Didimoteicos y en 1368 o 1369 Adrianópolis. Entre tanto, la deseada ayuda de Occidente llegó al Imperio: en 1366, el conde Amadeo VI de Saboya llegó a aguas bizantinas al frente de una flota y capturó Galípoli que cedió en seguida a los bizantinos; acto seguido, ayudó a Juan V a consolidar su posición en la región búlgara de la Zagoria, franja costera a orillas del mar Negro al norte de Constantinopla. 
Estos éxitos políticos devolvieron la iniciativa al Imperio: los Otomanos no podrían en lo sucesivo atravesar los Estrechos, impidiendo la coordinación entre la parte europea y asiática de su joven imperio. De esta manera, los territorios turcos en Europa se sacudieron la tutela del emir otomano y actuaron de forma independiente, organizados en tribus, cada una dirigida por un caudillo o bey. 
Animado por estos triunfos, Juan V viajó hasta Roma en 1368, donde se convirtió al catolicismo.. Se trató de un acto personal que no implicaba la conversión del pueblo bizantino, pero sí la buena voluntad del soberano por iniciar el proceso de unión de las iglesias católica y ortodoxa. El viaje de Juan V en Italia debía llevarle a Venecia, para renovar el tratado de paz con la república. Allí el emperador tuvo problemas para pagar las deudas que había contraído con algunos banqueros venecianos, lo cual le impidió emprender su viaje de regreso a Constantinopla. Juan V pidió ayuda en vano a su hijo primogénito Andrónico IV, que se había quedado como regente en Constantinopla. Fue su hijo, Manuel II, entonces gobernador de Tesalónica, quien acudió hasta Venecia para pagar las deudas del emperador y permitir su regreso.
En septiembre de 1371, durante la ausencia de Juan V del Imperio, una coalición de señores serbios fue derrotada a orillas del río Maritza por las tribus turcas asentadas en Europa. Este acontecimiento marcó un momento crucial en la historia de los Balcanes porque permitió la penetración de los Turcos en el interior de las regiones de Macedonia, Tesalia y Epiro.
A su llegada a la capital, Juan V tomó medidas contra su hijo, ordenando el arresto de algunos aristócratas, que debían constituir el círculo próximo del joven Andrónico IV.

## Años de reformas
Paralelamente a la intensa actividad diplomática, Juan V inició una serie de reformas en el interior del Imperio orientadas a sanear las finanzas del Estado. La más importante de estas medidas fue la reforma del sistema monetario, con el abandono del patrón oro y la creación de una nueva moneda: el hiperpiro de plata, que fue la moneda bizantina en vigor hasta la caída del Imperio en 1453. Esta medida fue acompañada de una importante reforma fiscal. 
La política imperial puso además gran empeño en recuperar el estado productivo de las tierras, para ello lo más importante fue la construcción de fortificaciones en el campo que protegían a los campesinos y las cosechas. Esta fortificación del espacio agrario fue llevada a cabo por los gobernadores de cada provincia, con el concurso (obligado) de las grandes fortunas privadas del Imperio. Además se llevaron a cabo trasvases de población con el objetivo de repoblar zonas que habían sido afectadas por la guerra y por la peste.

## De la batalla de la Maritza al reinado de Andrónico IV (1376-1382)
Los años centrales del reinado de Juan V se caracterizaron por el enfriamiento de las relaciones entre el Imperio y los países de Europa occidental y por un acercamiento con los turcos otomanos: la victoria turca de Maritza había dejado aún más expuesto el Imperio a los ataques enemigos. Aunque el hundimiento del poder serbio en Macedonia beneficiaría en un primer momento a los bizantinos, que llegaron a recuperar una parte de esta provincia, la presión turca sobre los restos bizantinos fue cada vez mayor.
En 1373, Andrónico IV se rebeló contra su padre. Juan V pidió entonces ayuda al soberano otomano, Murad I, a quien ayudó a pasar en Europa con un gran ejército para derrotar a su hijo. La revuelta fue sofocada (mayo de 1373), pero este acontecimiento puso las bases de la sumisión bizantina a los turcos. No está claro si el Imperio adquirió en este momento el estatus de vasallo de los Otomanos (lo cual suponía el pago de un tributo), en cualquier caso Bizancio no volvería a recuperar la iniciativa política hasta principios del siglo XV (después de la batalla de Ankara en 1402) y su destino estaría en lo sucesivo fuertemente comprometido por la política turca.
La rebelión de Andrónico IV obligó a Juan V a cambiar el orden sucesorio: privando al primogénito de sus derechos al trono, Juan V nombró a su segundo hijo, Manuel II, como heredero y le hizo coronar coemperador. Andrónico IV fue encarcelado.
Los años que sucedieron a la primera revuelta de Andrónico IV se caracterizaron por un aumento de la influencia turca en el interior del Imperio: la alianza entre Juan V y Murad I supuso la entrada de muchos turcos en algunas ciudades del Imperio.
En 1376, Andrónico IV, habiendo logrado escapar de su encierro, se rebeló de nuevo contra su padre; esta vez contaba con el apoyo de los genoveses y del propio Murad I, que no dudo en prestar su apoyo al joven candidato con el fin de debilitar aún más al Imperio. Juan V fue expulsado del trono y encerrado en una fortaleza de la capital. Como pago por su ayuda, Andrónico IV cedió a Murad la ciudad de Galípoli: en lo sucesivo los Otomanos serían libres de cruzar los estrechos y fortalecer su presencia en Europa. Andrónico IV, en calidad de vasallo del sultán, tuvo que participar en algunas campañas de los otomanos contra sus rivales en Asia Menor. 
Por el lado genovés, Andrónico IV les cedió la isla de Tenedos, cuya situación geográfica, a la entrada del estrecho de Dardanelos, hacía de ella un punto estratégico. Venecia protestó, ya que esto aumentaría aún más la influencia genovesa en el acceso a los mercados del mar Negro y declaró la guerra a Génova. La cuestión de Tenedos fue el detonante de la llamada guerra Chioggia entre las dos repúblicas marítimas.
En 1379, Juan V logró escapar de su prisión y con la ayuda de venecianos y turcos (que volvieron a cambiar de bando) logró derrotar a su hijo Andrónico IV, que se refugió en la colonia genovesa de Pera, enfrente de Constantinopla. La guerra entre los dos emperadores duraría dos años, hasta 1381, fecha en la cual los dos rivales llegaron a un acuerdo con la mediación de los genoveses. Por este acuerdo, Juan V aceptaba modificar de nuevo el orden de sucesión y nombrar a Andrónico IV heredero al trono. Además, Juan V le acordaba el gobierno de la región de Selymbria, una estrecha franja costera al sur de Constantinopla. Por su parte, Manuel II perdía sus derechos y su calidad de coemperador: humillado por el términos del acuerdo, abandonó en secreto la capital y se fue a Tesalónica donde se autoproclamó emperador independiente.
En 1382, Venecia y Génova firmaron también la paz en Turín y acordaron abandonar Tenedos, deportar a toda su población y arrasar sus fortificaciones. La cuestión de la soberanía sobre Tenedos durará hasta el siglo XV y será fruto de conflictos posteriores entre Venecia y Bizancio, durante el reinado de Manuel II.

## Los años finales (1382-1391)
Después de su llegada a Tesalónica, Manuel II se declaró en completo desacuerdo con la política oficial del Imperio, que buscaba una cohabitación pacífica con los turcos. El joven Emperador inició una política agresiva contra los otomanos en Macedonia: sus primeras acciones se saldaron con sonados éxitos de las tropas bizantinas, que fueron celebrados por los contemporáneos. La situación se tornó pronto en desastre: los bizantinos fueron aplastados en una batalla ocurrida a las afueras de Tesalónica. Toda la provincia de Macedonia fue ocupada y Tesalónica sitiada. Al final, Manuel II capituló y en 1387 la segunda ciudad del Imperio pasó a manos de Murad I.
El ímpetu con el que los turcos avanzaban por los Balcanes parecía incontenible: después de la caída de Tesalónica fue el reino de Serbia. Aunque la batalla de Kosovo (1389) se saldó con la muerte de los dos soberanos, Murad I y el príncipe serbio Lázaro, el resultado fue claramente favorable a los turcos que redujeron el Estado serbio a la situación de vasallo turco. 
Mientras, en el interior del Imperio bizantino las disputas entre los diferentes miembros de la familia imperial parecían no terminar nunca: en 1385, Andrónico IV atacó las tierras de Juan V. Pero durante una de las escaramuzas, el heredero al trono perdió la vida. La ambición y la rebeldía de la rama primogénita de los Paleólogo no desapareció con la muerte de Andrónico IV: su hijo y heredero, Juan VII Paleólogo se declaró en seguida en guerra contra su abuelo y consiguió, gracias de nuevo al apoyo turco y genovés hacerse con el poder en Constantinopla en 1390. 
Al final de su vida, Juan V tenía que enfrentarse a la enésima guerra por el trono: detrás de la insolencia de estos miembros de la familia imperial se encontraba la acción del sultán, quien les prestaba su apoyo militar y financiero con el fin de debilitar aún más el frágil equilibrio del Imperio.
Y una vez más fue el segundo de los hijos de Juan V, Manuel II, quien acudió en ayuda de su padre. Al frente de una pequeña flota, compuesta por barcos bizantinos, venecianos y de los caballeros de Rodas, Manuel II entró en Constantinopla y devolvió el trono a su padre.
Manuel II recuperaba así su condición de heredero al trono y Juan VII regresaba a Selymbria, cuyo gobierno le fue acordado por mediación del sultán. En los últimos meses de su vida, Juan V tuvo que aceptar que su hijo acompañase a Bayaceto I durante sus campañas en Asia Menor, como ya lo había hecho Andrónico IV, en calidad de vasallo turco. Se suele fechar de esta época la conquista de la última ciudad cristiana de Asia, Filadelfia; aunque ninguna fuente permite de afirmarlo a ciencia cierta. 
En cualquier caso, Manuel II estaba en el campamento del sultán, cuando conoció la muerte de su padre (febrero de 1391): su madre le instaba por carta a viajar en secreto a Constantinopla, para no dar tiempo al sultán a imponer a su candidato, Juan VII, y provocar una nueva guerra civil. Un mes más tarde, Manuel II llegó a Constantinopla, proclamándose único heredero al trono. 
Se casó con Helena Cantacucena, hija de Juan VI Cantacuzeno. Ellos fueron padres de varios niños incluyendo:
- Andrónico IV, emperador (1376-1379)
- Manuel II, emperador (1391-1425)
- Miguel, déspota y gobernador de la Zágora
- Teodoro I, déspota y gobernador de la Morea.
- Irene, casa con Halil, hijo del sultán otomano Orján.